# Colpomenia bullosa
Espèce
Colpomenia bullosa est une espèce d'algues brunes de la famille des Scytosiphonaceae.

## Histoire du taxonColpomenia bullosa
Cette espèce fut décrite en 1898 par De Alton Saunders sous le nom Scytosiphon bullosus.